# Ali Ahamada
Ali Ahamada (Martigues, Francia, 19 de agosto de 1991) es un futbolista comorense que juega como guardameta en el Azam F. C. de la Liga tanzana de fútbol.

## Biografía
Hizo su debut con el Toulouse F. C. en 2011, sustituyendo al guardameta Marc Vidal, lesionado. Sus buenas actuaciones le valieron la titularidad en el equipo para la temporada 2011-12. En septiembre de 2012 llegó a marcar un gol contra el Stade Rennes en el minuto 95.

## Clubes
| Club               | País     | Año       |
| ------------------ | -------- | --------- |
| F. C. Martigues    | Francia  | 2009      |
| Toulouse F. C.     | Francia  | 2009-2016 |
| Kayserispor        | Turquía  | 2016-2018 |
| Kongsvinger IL     | Noruega  | 2019-2020 |
| SK Brann           | Noruega  | 2020      |
| U. E. Santa Coloma | Andorra  | 2022      |
| Azam F. C.         | Tanzania | 2022-     |